# Titularkönig
Als Titularkönig oder Titularkönigin werden nicht regierende Monarchen bezeichnet.
Diese sind entweder Ehepartner (Royal Consort) eines regierenden Königs oder einer regierenden Königin oder aber Herrscher eines durch einen Regenten verwalteten oder nur formal bestehenden Königreiches. Analog zu diesen existieren Titel wie Titularherzog und Titular-Landgraf, die in vielen Fällen neben Ehepartnern auch von nachgeborenen Kindern oder Vertretern von Seitenlinien geführt wurden.
Eine ähnliche historische Entwicklung führte zu den Titularbischöfen der römisch-katholischen und der orthodoxen Kirche, die jedoch aktiv neu vergeben werden, um so entsprechende Positionen in der Kirchenhierarchie zu besetzen.

## Prinzgemahl als Titularkönig
Ein Königgemahl oder Prinzgemahl ist der Ehegatte einer regierenden Königin, eine Königsgemahlin die Ehegattin eines regierenden Königs. Da er nicht selbst regiert, ist er nicht der Souverän dieses Landes. Die Unterscheidung zum König bzw. der Königin ist nötig, da der regierende Monarch dem Ehegatten protokollarisch übergeordnet sein soll.
Im Falle einer notwendigen Regentschaft führt ein Königsgemahl den Titel König-Regent.
In einigen europäischen Staaten wurde den Prinzgemahlen der Königstitel bei Erzeugung eines männlichen Kindes verliehen, so etwa in Portugal an Ferdinand II. von Sachsen-Coburg-Gotha oder in Spanien bereits bei der Hochzeit an Franz d’Assisi Maria Ferdinand.
Auch Königin Victoria soll beabsichtigt haben, ihren Gatten Albert von Sachsen-Coburg und Gotha zum King Consort zu machen, was am Widerstand des Parlaments gescheitert war. So erhielt er 1857 den Titel eines Prince Consort.
Da Könige protokollarisch Königinnen übergeordnet sind, werden die Gemahle regierender Königinnen keine Könige und führen derzeit den Titel eines Prinzen. Der 2021 verstorbene Ehemann der britischen Königin Elisabeth II. trug zusätzlich den Titel eines Duke of Edinburgh. Der 2018 verstorbene Ehemann der dänischen Königin Margrethe II., Prinz Henrik, führte bis 2016 den Titel Prinzgemahl, in der offiziellen englischen Übersetzung Royal Consort. Er hat wiederholt mehr protokollarische Gleichstellung im Königshaus eingefordert und den Titel Königgemahl ins Spiel gebracht.

## Herrschaft durch Regenten
Insbesondere im Hochmittelalter entstand oft die Situation, dass der durch die Erbfolge bestimmte König eines Königreiches bereits in einem anderen, entfernten Königreich / Herzogtum regierte und nicht in das (neu) ererbte Königreich ziehen konnte. In diesem Fall übernahm ein Regent, meist ein Verwandter aus der jeweiligen lokalen Linie, die faktische Herrschaft. Ein bekanntes Beispiel ist das Königreich Jerusalem, das für gut die Hälfte seiner realen Existenz von Titularkönigen in Europa und lokalen Regenten beherrscht wurde.

## Formale Königreiche
Bei nur noch formal bestehenden Königreichen, die jedoch nicht mehr unter der Herrschaft des früheren Herrscherhauses stehen, wird derjenige Adlige, der die Thronherrschaft beansprucht, aber nicht mehr durchsetzen kann, als Titularkönig bezeichnet (siehe z. B. Königreich Jerusalem, Königreich Thessaloniki).